# Jerry Moran
Jerry Moran (ur. 29 maja 1954 w Great Bend) – amerykański polityk, członek Partii Republikańskiej.
W latach 1997–2011 przez siedem kolejnych dwuletnich kadencji Kongresu Stanów Zjednoczonych był przedstawicielem pierwszego okręgu wyborczego w stanie Kansas do Izby Reprezentantów Stanów Zjednoczonych.
Od 2011 reprezentuje stan Kansas w Senacie Stanów Zjednoczonych.